# Brad Vee Johnson
Brad Viktor Johnson (n. 6 iulie 1961, New York City, New York, SUA), cunoscut ca Brad Vee Johnson, este un cântăreț afroamerican care locuiește în București. 